# Xinit
Программа xinit позволяет пользователю вручную запускать дисплейный сервер X Window System. Сценарий startx является фронтендом xinit.
По умолчанию, xinit и startx запускают дисплейный сервер X Window System, указывающий на дисплей, указанный как :0, и затем запускают на нем xterm. Когда xterm завершает работу, xinit и startx останавливают дисплейный сервер X Window System. В общем, xinit и startx могут запускать произвольный сервер и запускать произвольный сценарий. Обычно, этот сценарий запускает ряд программ и менеджер окон X Window System.
Два альтернативных методам запуска дисплейного сервера X Window System — это использование дисплейного менеджера X Window System запуск X Window System, а затем запуск вручную одного или нескольких клиентов. В настольных системах Linux, чаще всего используется дисплейный менеджер.